# Lista de sessões do Comitê Olímpico Internacional
Uma sessão do Comitê Olímpico Internacional é uma reunião realizada por aquele órgão da qual seus membros participam para fazer resoluções sobre o movimento olímpico. É o órgão supremo do COI e suas decisões são finais. Cada membro do COI tem direito a voto.
Uma sessão ordinária é realizada uma vez por ano. Em caso de emergência ou para resolver questões ainda pendentes, uma sessão extraordinária pode ser convocada com a conveniência do Presidente do COI ou por solicitação por escrito de pelo menos dois terços dos membros.
As atividades mais importantes realizadas nas sessões são, entre outras:
- Adaptar ou modificar a Carta Olímpica .
- Eleger os membros do Comitê Olímpico , o Presidente Honorário, membros honorários e membros honorários.
- Eleger o presidente, o vice-presidente e todos os outros membros do órgão executivo.
- Escolha a cidade-sede dos Jogos Olímpicos.
- Determine quais esportes estarão no calendário olímpico e quais não.
- Atualmente, as sessões acontecem em conjunto com os Jogos Olímpicos , tanto de inverno quanto de verão. Nos anos ímpares, quando os eventos olímpicos não são realizados, são designados locais que passam a participar de um processo eleitoral prévio.

Em 2013, uma sessão extraordinária foi realizada na capital olímpica da Suíça para a eleição dos Jogos Olímpicos da Juventude 2018. As cidades candidatas aos Jogos de 2020 também foram visitadas.

## Congressos Olímpicos
| #   | Sede                            | Ano  |
| --- | ------------------------------- | ---- |
| 1º  | Paris, França                   | 1894 |
| 2º  | Le Havre, França                | 1897 |
| 3º  | Bruxelas, Bélgica               | 1905 |
| 4º  | Paris, França                   | 1906 |
| 5º  | Lausanne, Suíça                 | 1913 |
| 6º  | Paris, França                   | 1914 |
| 7º  | Lausanne, Suíça                 | 1921 |
| 8º  | Praga, Checoslováquia           | 1925 |
| 9º  | Berlim, Alemanha                | 1930 |
| 10º | Varna, Bulgária                 | 1973 |
| 11º | Baden Baden, Alemanha Ocidental | 1981 |
| 12º | Paris, França                   | 1994 |
| 13º | Copenhagen, Dinamarca           | 2009 |
| 14º | Lima, Peru                      | 2017 |

## Sessões do COI
| #    | Sede                               | Ano  | Ref.        |
| ---- | ---------------------------------- | ---- | ----------- |
| 1º   | Paris, França                      | 1894 |             |
| 2º   | Atenas, Grécia                     | 1896 |             |
| 3º   | Le Havre, França                   | 1897 |             |
| 4º   | Paris, França                      | 1901 |             |
| 5º   | Paris, França                      | 1903 |             |
| 6º   | Londres, Grã-Bretanha              | 1904 |             |
| 7º   | Bruxelas, Bélgica                  | 1905 |             |
| 8º   | Atenas, Grécia                     | 1906 |             |
| 9º   | Haia, Países Baixos                | 1907 |             |
| 10º  | Berlim, Alemanha                   | 1909 |             |
| 11º  | Cidade de Luxemburgo, Luxemburgo   | 1910 |             |
| 12º  | Budapeste, Áustria-Hungria         | 1911 |             |
| 13º  | Basileia, Suíça                    | 1912 |             |
| 14º  | Estocolmo, Suécia                  | 1912 |             |
| 15º  | Lausanne, Suíça                    | 1913 |             |
| 16º  | Paris, França                      | 1914 |             |
| 17º  | Lausanne, Suíça                    | 1919 |             |
| 18º  | Antuérpia, Bélgica                 | 1920 |             |
| 19º  | Lausanne, Suíça                    | 1921 |             |
| 20º  | Paris, França                      | 1922 |             |
| 21º  | Roma, Itália                       | 1923 |             |
| 22º  | Paris, França                      | 1924 |             |
| 23º  | Praga, Checoslováquia              | 1925 |             |
| 24º  | Lisboa, Portugal                   | 1926 |             |
| 25º  | Mónaco                             | 1927 |             |
| 26º  | Amsterdã, Países Baixos            | 1928 |             |
| 27º  | Lausanne, Suíça                    | 1929 |             |
| 28º  | Berlim, Alemanha                   | 1930 |             |
| 29º  | Barcelona, Espanha                 | 1931 |             |
| 30º  | Los Angeles, Estados Unidos        | 1932 |             |
| 31º  | Viena, Áustria                     | 1933 |             |
| 32º  | Atenas, Grécia                     | 1934 |             |
| 33º  | Oslo, Noruega                      | 1935 |             |
| 34º  | Garmisch-Partenkirchen, Alemanha   | 1936 |             |
| 35º  | Berlim, Alemanha                   | 1936 |             |
| 36º  | Varsóvia, Polônia                  | 1937 |             |
| 37º  | Cairo, Egito                       | 1938 |             |
| 38º  | Londres, Grã-Bretanha              | 1939 |             |
| 39º  | Lausanne, Suíça                    | 1946 |             |
| 40º  | Estocolmo, Suécia                  | 1947 |             |
| 41º  | São Moritz, Suíça                  | 1948 |             |
| 42º  | Londres, Grã-Bretanha              | 1948 |             |
| 43º  | Roma, Itália                       | 1949 |             |
| 44º  | Copenhague, Dinamarca              | 1950 |             |
| 45º  | Viena, Áustria                     | 1951 |             |
| 46º  | Oslo, Noruega                      | 1952 | [ 1 ]       |
| 47º  | Helsinque, Finlândia               | 1952 |             |
| 48º  | Cidade do México, México           | 1953 |             |
| 49º  | Atenas, Grécia                     | 1954 |             |
| 50º  | Paris, França                      | 1955 |             |
| 51º  | Cortina d'Ampezzo, Itália          | 1956 |             |
| 52º  | Melbourne, Austrália               | 1956 |             |
| 53º  | Sofia, Bulgária                    | 1957 |             |
| 54º  | Tóquio, Japão                      | 1958 |             |
| 55º  | Munique, Alemanha Ocidental        | 1959 |             |
| 56º  | San Francisco, Estados Unidos      | 1960 |             |
| 57º  | Roma, Itália                       | 1960 |             |
| 58º  | Atenas, Grécia                     | 1961 |             |
| 59º  | Moscou, URSS                       | 1962 |             |
| 60º  | Baden Baden, Alemanha Ocidental    | 1963 |             |
| 61º  | Innsbruck, Áustria                 | 1964 |             |
| 62º  | Tóquio, Japão                      | 1964 |             |
| 63º  | Madri, Espanha                     | 1965 |             |
| 64º  | Roma, Itália                       | 1966 |             |
| 65º  | Teerã, Irã                         | 1967 |             |
| 66º  | Grenoble, França                   | 1968 |             |
| 67º  | Cidade do México, México           | 1968 |             |
| 68º  | Varsóvia, Polônia                  | 1969 |             |
| 69º  | Amsterdã, Países Baixos            | 1970 |             |
| 70º  | Amsterdã, Países Baixos            | 1970 |             |
| 71º  | Cidade de Luxemburgo, Luxemburgo   | 1971 |             |
| 72º  | Sapporo, Japan                     | 1972 |             |
| 73º  | Munique, Alemanha Ocidental        | 1972 | [ 2 ]       |
| 74º  | Varna, Bulgária                    | 1973 |             |
| 75º  | Viena, Áustria                     | 1974 |             |
| 76º  | Lausanne, Suíça                    | 1975 |             |
| 77º  | Innsbruck, Áustria                 | 1976 |             |
| 78º  | Montreal, Canadá                   | 1976 |             |
| 79º  | Praga, Checoslováquia              | 1977 |             |
| 80º  | Atenas, Grécia                     | 1978 |             |
| 81º  | Montevidéu, Uruguai                | 1979 |             |
| 82º  | Lake Placid, Estados Unidos        | 1980 |             |
| 83º  | Moscou, URSS                       | 1980 | [ 3 ]       |
| 84º  | Baden Baden, Alemanha Ocidental    | 1981 |             |
| 85º  | Roma, Itália                       | 1982 |             |
| 86º  | Nova Deli, Índia                   | 1983 |             |
| 87º  | Sarajevo, Iugoslávia               | 1984 |             |
| 88º  | Los Angeles, Estados Unidos        | 1984 |             |
| 89º  | Lausanne, Suíça                    | 1984 |             |
| 90º  | Berlim Oriental, Alemanha Oriental | 1985 |             |
| 91º  | Lausanne, Suíça                    | 1986 |             |
| 92º  | Istambul, Turquia                  | 1987 |             |
| 93º  | Calgary, Canadá                    | 1988 |             |
| 94º  | Seul, Coreia do Sul                | 1988 |             |
| 95º  | San Juan, Porto Rico               | 1989 |             |
| 96º  | Tóquio, Japão                      | 1990 |             |
| 97º  | Birmingham, Grã-Bretanha           | 1991 |             |
| 98º  | Albertville, França                | 1992 |             |
| 99º  | Barcelona, Espanha                 | 1992 |             |
| 100º | Lausanne, Suíça                    | 1993 |             |
| 101º | Monte Carlo, Mônaco                | 1993 | [ 4 ]       |
| 102º | Lillehammer, Noruega               | 1994 |             |
| 103º | Paris, França                      | 1994 |             |
| 104º | Budapeste, Hungria                 | 1995 |             |
| 105º | Atlanta, United States             | 1996 |             |
| 106º | Lausanne, Suíça                    | 1997 |             |
| 107º | Nagano, Japão                      | 1998 |             |
| 108º | Lausanne, Suíça                    | 1999 |             |
| 109º | Seul, Coreia do Sul                | 1999 |             |
| 110º | Lausanne, Suíça                    | 1999 |             |
| 111º | Sydney, Austrália                  | 2000 |             |
| 112º | Moscou, Rússia                     | 2001 | [ 5 ] [ 6 ] |
| 113º | Salt Lake City, Estados Unidos     | 2002 |             |
| 114º | Cidade do México, México           | 2002 |             |
| 115º | Praga, República Tcheca            | 2003 |             |
| 116º | Atenas, Grécia                     | 2004 |             |
| 117º | Singapura                          | 2005 |             |
| 118º | Turim, Itália                      | 2006 |             |
| 119º | Cidade da Guatemala, Guatemala     | 2007 |             |
| 120º | Pequim, China                      | 2008 |             |
| 121º | Copenhagen, Dinamarca              | 2009 |             |
| 122º | Vancouver, Canadá                  | 2010 |             |
| 123º | Durban, África do Sul              | 2011 |             |
| 124º | Londres, Grã-Bretanha              | 2012 |             |
| 125º | Buenos Aires, Argentina            | 2013 |             |
| 126º | Sochi, Rússia                      | 2014 | [ 7 ]       |
| 127º | Monte Carlo, Mônaco                | 2014 | [ 8 ]       |
| 128º | Kuala Lumpur, Malásia              | 2015 |             |
| 129º | Rio de Janeiro, Brasil             | 2016 | [ 9 ]       |
| 130º | Lima, Peru                         | 2017 |             |
| 131º | Pyeongchang, Coreia do Sul         | 2018 | [ 10 ]      |
| 132º |                                    | 2019 |             |
| 133º | Tóquio, Japão                      | 2021 |             |
| 134º |                                    | 2021 | [ 11 ]      |
| 135º | Pequim, China                      | 2022 |             |